# Nicolas Mas
Pour les articles homonymes, voir Mas.

a Compétitions nationales et continentales officielles uniquement.

b Matchs officiels uniquement.
Dernière mise à jour le 31 mai 2025.
Nicolas Mas, né le 23 mai 1980 à Perpignan (France), est un joueur international français de rugby à XV actif entre 2000 et 2016. 
Natif du pays catalan, Nicolas Mas évolue au poste de pilier pendant la majorité de sa carrière à l'USA Perpignan où il est champion de France en 2009 et finaliste en 2004 et 2010. Il atteint également la finale de la Coupe d'Europe perdue face au Stade toulousain en 2003. Après douze ans à l'USAP, il achève sa carrière au Montpellier HR et prend sa retraite en 2016. Il est considéré comme l'un des meilleurs piliers droit du monde à son époque.
Sélectionné en équipe de France à partir de 2003, il remporte le Tournoi des Six nations en 2007 et 2010 (année du Grand Chelem). Il participe également à trois Coupes du Monde en 2007, 2011 et 2015, étant titulaire lors des deux dernières. Il est le pilier le plus capé du rugby français (85 sélections) devant son prédécesseur Sylvain Marconnet.
Son cousin, Jérôme Schuster, est également un joueur international français et ils jouent ensemble à l'USA Perpignan de 2006 à 2013.

## Biographie

### Jeunesse et formation
Nicolas Mas naît le 23 mai 1980 à Perpignan dans les Pyrénées-Orientales en France. Son père est un maçon.
Il commence la pratique du rugby à XV à l'ES catalane en 1991 avant de rejoindre l'USA Perpignan (USAP) en 1999,,.

### Carrière professionnelle
En octobre 2000, Nicolas Mas fait ses débuts dans les compétitions européennes lors d'un match contre les Rotherham Titans en Challenge européen,.
Le 24 mai 2003, il est titulaire avec l'USA Perpignan, associé en première ligne à Renaud Peillard et Michel Konieck, en finale de la Coupe d'Europe au Lansdowne Road de Dublin face au Stade toulousain. Les Catalans ne parviennent pas à s'imposer, s'inclinant 22 à 17 face aux Toulousains qui remportent le titre de champions d'Europe.
Le mois suivant, Nicolas Mas honore sa première cape internationale en équipe de France le 28 juin 2003 contre l'équipe de Nouvelle-Zélande. Sa carrière internationale est freinée par de nombreuses blessures : il se blesse lors de sa première sélection contre les All Blacks en 2003, il est touché aux cervicales (hernie discale) contre l'Italie en 2005 (six mois d'arrêt). En 2006, c'est une déchirure au mollet gauche qui le fait renoncer à la tournée du mois de juin (Roumanie, Springboks).
En 2007, il participe au Tournoi des Six Nations et obtient son premier trophée avec les Bleus dans la compétition. La même année, il est convoqué pour disputer la Coupe du monde en remplacement de Sylvain Marconnet, sorti sur blessure.  

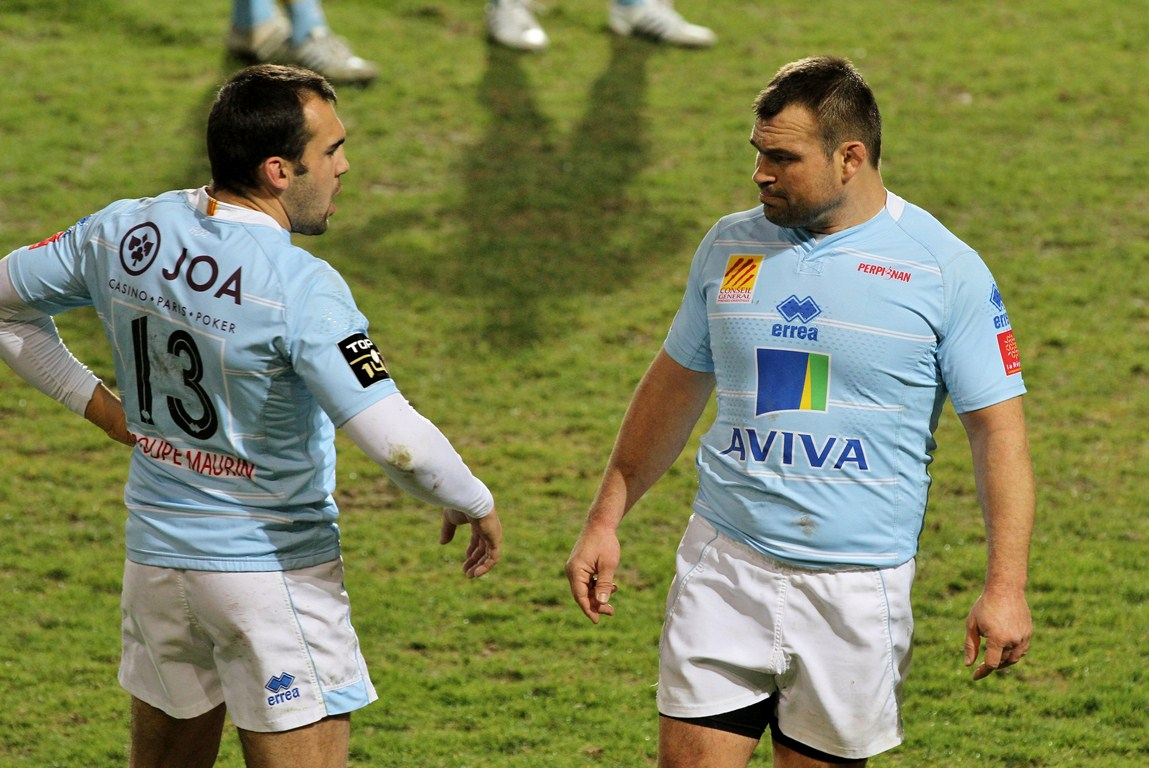
Nicolas Mas en discussion avec David Marty, un autre joueur historique de l'USA Perpignan.

En 2009, il remporte avec son club le Bouclier de Brennus.
La saison suivante, il réalise un bon Tournoi des Six Nations durant lequel il est titulaire lors de tous les matchs. Il est d'ailleurs nommé homme du match lors de la dernière des cinq rencontres contre l'Angleterre. Le XV de France remporte la compétition en réalisant le Grand Chelem. En fin de saison, il est de nouveau finaliste du Top 14 avec son club, mais ils sont défaits par l'ASM Clermont Auvergne, qu'ils avaient notamment battus l'an dernier.
En août 2011, il est retenu sans surprise dans le groupe des 32 pour la Coupe du monde. Au cours de cette compétition, une blessure aux adducteurs le fait renoncer à plusieurs matchs, mais il tient sa place lors des phases finales, où son équipe est battue 8 à 7 en finale par les All Blacks.
Par la suite, il dispute le Tournoi des Six Nations 2013.
Après quatorze années au sein de l'USAP, il signe en 2013 un contrat de trois saisons avec le Montpellier HR. Durant la saison 2013-2014, il prend part aux test matchs internationaux d'automne et au Tournoi des Six Nations 2014.
Le 19 mai 2015, le sélectionneur de l'équipe de France, Philippe Saint-André, l'appelle dans sa liste des 36 joueurs en vue du prochain Mondial. Après la Coupe du monde 2015 et l'élimination de l'équipe de France en quart contre la Nouvelle-Zélande, Nicolas Mas annonce la fin de sa carrière internationale. Pendant la compétition, il inscrit un essai face à l'Italie, son premier sous la tunique tricolore au bout de 81 capes. Par ailleurs, il devient le pilier le plus capé de l'équipe de France avec ses 85 sélections, dépassant les 84 de Sylvain Marconnet. 
En mai 2016, il annonce la fin de sa carrière en club à la fin de la saison 2015-2016. Il annonce avoir refusé une sollicitation de l'USAP pour 2016-2017 et envisage de se reconvertir dans le domaine de la mécanique automobile.

### Après-carrière de joueur
Depuis la fin de sa carrière de joueur de rugby à XV, Nicolas Mas devient mécanicien à Perpignan, après avoir obtenu un certificat d'aptitude professionnelle en mécanique.
En avril 2025, l'USA Perpignan officialise la présence de Nicolas Mas au sein de l'encadrement sportif du club, à compter de la saison 2025-2026, en tant qu'entraîneur des avants et du secteur de la mêlée.

## Vie privée
Nicolas Mas est le cousin de Jérôme Schuster, également joueur professionnel de rugby à XV, international français et joueur de l'USA Perpignan de 2006 à 2013.
Marié en 2007, il est notamment père de trois enfants.
L'école primaire de Montesquieu-des-Albères porte son nom.
Il est également passionné de voitures de collection, dont il possède plusieurs modèles et participe à des rallyes.

## Style de jeu
Nicolas Mas est un joueur atypique de par son gabarit moindre que les autres joueurs de son poste, ne dépassant pas les 110 kg ; il excelle pourtant en mêlée fermée, solide et capable de provoquer la faute de son adversaire. Andrew Sheridan, pilier gauche de renommée mondiale dit d'ailleurs de lui « que de tous les piliers droits qu'il a pu jouer en mêlée au cours de sa carrière, Nicolas Mas est le meilleur[réf. nécessaire]. »
Durant sa carrière, il est considéré comme l'un des meilleurs joueurs du monde à son poste .

## Statistiques

### En club
| Saison               | Club                 | Compétition           | Matchs | Points | Essais | Cartons jaunes | Cartons rouges |
| -------------------- | -------------------- | --------------------- | ------ | ------ | ------ | -------------- | -------------- |
| 2000-2001            | USA Perpignan        | Championnat de France | ?      | ?      | ?      | ?              | ?              |
| 2000-2001            | USA Perpignan        | Challenge européen    | 3      | 5      | 1      | 0              | 0              |
| 2001-2002            | USA Perpignan        | Championnat de France | 9      | 0      | 0      | 0              | 0              |
| 2001-2002            | USA Perpignan        | Coupe d'Europe        | 3      | 0      | 0      | 0              | 0              |
| 2002-2003            | USA Perpignan        | Championnat de France | 15     | 0      | 0      | 0              | 0              |
| 2002-2003            | USA Perpignan        | Coupe d'Europe        | 9      | 5      | 1      | 0              | 0              |
| 2003-2004            | USA Perpignan        | Championnat de France | 20     | 0      | 0      | 1              | 0              |
| 2003-2004            | USA Perpignan        | Coupe d'Europe        | 6      | 0      | 0      | 0              | 0              |
| 2004-2005            | USA Perpignan        | Championnat de France | 17     | 0      | 0      | 0              | 0              |
| 2004-2005            | USA Perpignan        | Coupe d'Europe        | 6      | 5      | 1      | 0              | 0              |
| 2005-2006            | USA Perpignan        | Championnat de France | 19     | 5      | 1      | 0              | 0              |
| 2005-2006            | USA Perpignan        | Coupe d'Europe        | 7      | 0      | 0      | 1              | 0              |
| 2006-2007            | USA Perpignan        | Championnat de France | 21     | 5      | 1      | 0              | 0              |
| 2006-2007            | USA Perpignan        | Coupe d'Europe        | 5      | 0      | 0      | 0              | 0              |
| 2007-2008            | USA Perpignan        | Championnat de France | 19     | 5      | 1      | 0              | 0              |
| 2007-2008            | USA Perpignan        | Coupe d'Europe        | 7      | 0      | 0      | 1              | 0              |
| 2008-2009            | USA Perpignan        | Championnat de France | 19     | 0      | 0      | 0              | 0              |
| 2008-2009            | USA Perpignan        | Coupe d'Europe        | 6      | 0      | 0      | 0              | 0              |
| 2009-2010            | USA Perpignan        | Championnat de France | 16     | 0      | 0      | 0              | 0              |
| 2009-2010            | USA Perpignan        | Coupe d'Europe        | 5      | 0      | 0      | 0              | 0              |
| 2010-2011            | USA Perpignan        | Championnat de France | 19     | 0      | 0      | 1              | 0              |
| 2010-2011            | USA Perpignan        | Coupe d'Europe        | 8      | 0      | 0      | 0              | 0              |
| 2011-2012            | USA Perpignan        | Championnat de France | 12     | 0      | 0      | 0              | 0              |
| 2011-2012            | USA Perpignan        | Challenge européen    | 3      | 0      | 0      | 0              | 0              |
| 2012-2013            | USA Perpignan        | Championnat de France | 12     | 0      | 0      | 0              | 0              |
| 2012-2013            | USA Perpignan        | Challenge européen    | 5      | 0      | 0      | 0              | 0              |
| Total USA Perpignan  | Total USA Perpignan  | Total USA Perpignan   | 271    | 30     | 6      | 4              | 0              |
| 2013-2014            | Montpellier HR       | Championnat de France | 22     | 0      | 0      | 0              | 0              |
| 2013-2014            | Montpellier HR       | Coupe d'Europe        | 4      | 0      | 0      | 0              | 0              |
| 2014-2015            | Montpellier HR       | Championnat de France | 20     | 0      | 0      | 1              | 0              |
| 2014-2015            | Montpellier HR       | Coupe d'Europe        | 2      | 0      | 0      | 0              | 0              |
| 2015-2016            | Montpellier HR       | Championnat de France | 13     | 5      | 1      | 0              | 0              |
| 2015-2016            | Montpellier HR       | Challenge européen    | 5      | 0      | 0      | 0              | 0              |
| Total Montpellier HR | Total Montpellier HR | Total Montpellier HR  | 66     | 5      | 1      | 1              | 0              |
| Total                | Total                | Total                 | 337    | 35     | 7      | 5              | 0              |

### En équipe nationale

#### Équipe de France des moins de 21 ans et A
- Équipe de France A :
  - 2003 : 4 sélections (Angleterre A, Écosse A, Irlande A (en), Italie A (en))
  - 2004 : 2 sélections (Italie A, Angleterre A)
  - 2006 : 2 sélections (Irlande A, Italie A)

- Équipe de France des moins de 21 ans : participation au Championnat du monde 2001 en Australie

#### Équipe de France
Nicolas Mas compte 85 capes, dont 66 en tant que titulaire, en équipe de France de 2003 à 2015. Il inscrit un essai, cinq points.
Il prend part à dix éditions du Tournois des Six Nations en 2005, 2007, 2008, 2009, 2010, 2011, 2012, 2013, 2014 et 2015.
En Coupe du monde, il dispute l'édition 2007, où la France finit à la quatrième place du Tournoi et il dispute trois matchs (Namibie, Géorgie, Argentine). Il participe également à l'édition 2011, où la France termine vice-championne du monde et où il joue quatre matchs (Japon, Angleterre, pays de Galles, Nouvelle-Zélande). Puis, il dispute sa troisième Coupe du monde en 2015. La France est éliminée en quart de finale et il connaît cinq sélections durant la compétition (Italie, Roumanie, Canada, Irlande, Nouvelle-Zélande).
| Année | Compétition    | Matchs | Points | Essais |
| ----- | -------------- | ------ | ------ | ------ |
| 2003  | Test matchs    | 1      | -      | -      |
| 2005  | Six Nations    | 4      | -      | -      |
| 2007  | Six Nations    | 1      | -      | -      |
| 2007  | Test matchs    | 5      | -      | -      |
| 2007  | Coupe du monde | 3      | -      | -      |
| 2008  | Six Nations    | 5      | -      | -      |
| 2008  | Test matchs    | 3      | -      | -      |
| 2009  | Six Nations    | 2      | -      | -      |
| 2009  | Test matchs    | 6      | -      | -      |
| 2010  | Six Nations    | 5      | -      | -      |
| 2010  | Test matchs    | 4      | -      | -      |
| 2011  | Six Nations    | 5      | -      | -      |
| 2011  | Test matchs    | 1      | -      | -      |
| 2011  | Coupe du monde | 4      | -      | -      |
| 2012  | Six Nations    | 4      | -      | -      |
| 2012  | Test matchs    | 3      | -      | -      |
| 2013  | Six Nations    | 5      | -      | -      |
| 2013  | Test matchs    | 5      | -      | -      |
| 2014  | Six Nations    | 5      | -      | -      |
| 2014  | Test matchs    | 5      | -      | -      |
| 2015  | Six Nations    | 2      | -      | -      |
| 2015  | Test matchs    | 2      | -      | -      |
| 2015  | Coupe du monde | 5      | 5      | 1      |
| Total | Total          | 85     | 5      | 1      |

#### Tournoi des Six Nations
| Édition          | Rang | Résultats France | Résultats Mas | Matchs Mas |
| ---------------- | ---- | ---------------- | ------------- | ---------- |
| Six Nations 2005 | 2    | 4 v, 0 n, 1 d    | 3 v, 0 n, 1 d | 4/5        |
| Six Nations 2007 | 1    | 4 v, 0 n, 1 d    | 2 v, 0 n, 1 d | 3/5        |
| Six Nations 2008 | 3    | 3 v, 0 n, 2 d    | 3 v, 0 n, 2 d | 5/5        |
| Six Nations 2009 | 3    | 3 v, 0 n, 2 d    | 1 v, 0 n, 1 d | 2/5        |
| Six Nations 2010 | 1    | 5 v, 0 n, 0 d    | 5 v, 0 n, 0 d | 5/5        |
| Six Nations 2011 | 2    | 3 v, 0 n, 2 d    | 3 v, 0 n, 2 d | 5/5        |
| Six Nations 2012 | 4    | 2 v, 1 n, 2 d    | 2 v, 1 n, 1 d | 4/5        |
| Six Nations 2013 | 6    | 1 v, 1 n, 3 d    | 1 v, 1 n, 3 d | 5/5        |
| Six Nations 2014 | 4    | 3 v, 0 n, 2 d    | 3 v, 0 n, 2 d | 5/5        |
| Six Nations 2015 | 4    | 2 v, 0 n, 3 d    | 1 v, 0 n, 1 d | 2/5        |

Légende : v = victoire ; n = match nul ; d = défaite ; la ligne est en gras quand il y a Grand Chelem.

#### Coupe du monde
| Édition               | Rang               | Résultats France | Résultats N.Mas | Matchs N.Mas |
| France 2007           | Quatrième          | 4 v, 0 n, 3 d    | 2 v, 0 n, 1 d   | 3/7          |
| Nouvelle-Zélande 2011 | Finaliste          | 4 v, 0 n, 3 d    | 3 v, 0 n, 1 d   | 4/7          |
| Angleterre 2015       | Quart de finaliste | 3 v, 0, 2 d      | 3 v, 0, 2 d     | 5/5          |

Légende : v = victoire ; n = match nul ; d = défaite.

## Palmarès

### En club
- Finaliste de la Coupe d'Europe en 2003 avec l'USA Perpignan.
- Finaliste du Championnat de France en 2004 et en 2010 avec l'USA Perpignan.
- Vainqueur du Championnat de France en 2009 avec l'USA Perpignan.

### En équipe nationale
- Vainqueur du Tournoi des Six Nations en 2007 et 2010 (Grand Chelem) avec l'équipe de France.